# 斑紋鰤
斑紋鰤（学名：Seriola fasciata），為輻鰭魚綱鱸形目鱸亞目鰺科鰤屬下的一個種，分布於西大西洋區，從美國麻州至巴西海域，深度55-130公尺，體呈紡錘型，幼魚體側具有數條黑色橫帶，呈魚體背部橄欖綠，腹部銀白色，體中央有一條黃色縱帶，從吻部延伸至尾部，尾鰭呈新月狀，背鰭2個，背鰭硬棘9枚、背鰭軟條28-33枚、臀鰭軟條17-20枚，體長可達67.5公分，體重可達4.6公斤，成魚棲息在沿海底中層水域，屬肉食性，以魚類及頭足類為食，可做為食用魚，但非具商業性，亦可當作遊釣魚。